# Chiesa di San Zenone (Odolo)
La chiesa di San Zenone è la parrocchiale di Odolo, in provincia e diocesi di Brescia; fa parte della zona pastorale della Bassa Val Sabbia.

## Storia
La prima citazione di una cappella in paese, menzionata come S. Zenonis de Audulo, risale al 1148 ed è contenuta in una bolla di papa Eugenio III; questo luogo di culto dipendeva dalla pieve di Santa Maria Assunta di Bione, ma forse in origine era stato filiale della pieve di Santa Maria di Nave.

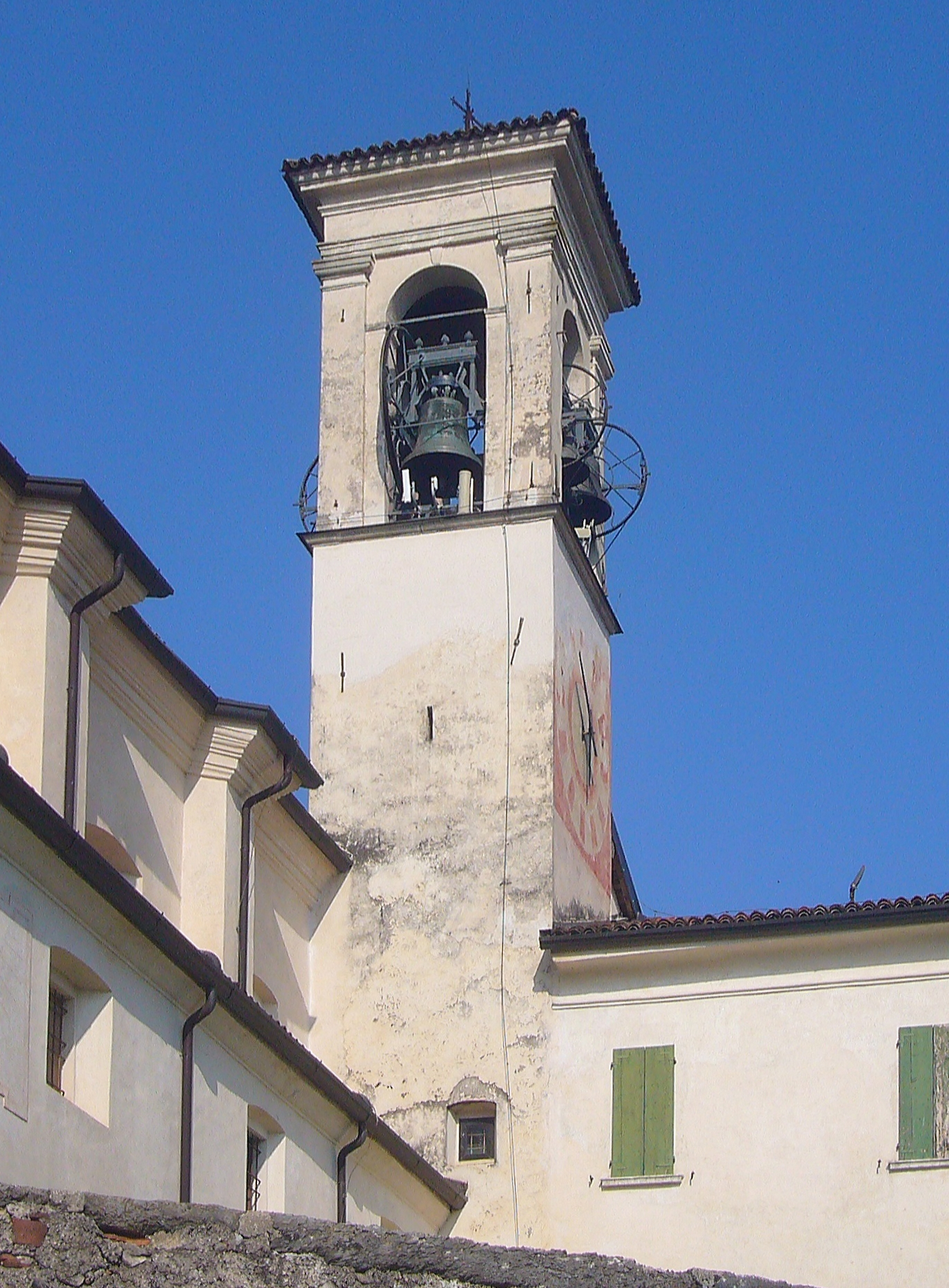
Il campanile

La chiesetta sorgeva all'interno della rocca di Santa Maria, la quale venne smantellata nel XIV secolo; nel Catalogo queriniano del 1532 si legge che la nomina del rettore spettava al capitolo della cattedrale di Brescia.
Nel 1580 l'arcivescovo di Milano Carlo Borromeo, durante la sua visita, trovò che la chiesa versava in cattive condizioni e, pertanto, esortò a riedificarla. Ci vollero tuttavia vari decenni perché la prescrizione del presule fosse assolta, tanto che la nuova parrocchiale fu terminata appena nel 1668, per essere poi consacrata nell'ottobre 1676 dal vescovo di Brescia Marino Giovanni Zorzi.
Dalla relazione della visita pastorale del 1703 del vescovo Marco Dolfin s'apprende che a servizio della cura d'animo vi erano, oltre al parroco, altri sei sacerdoti e due chierici, che i fedeli ammontavano a 889 e che la parrocchiale, in cui avevano sede le due scuole del Santissimo Sacramento e del Santissimo Rosario ed erano collocati sei altari, aveva come filiali gli oratori di Santa Maria di Cagnatico, di San Bartolomeo in località Botteghe, di San Lorenzo e di Sant'Apollonia.
Nel 1967 si provvide a restaurare la chiesa, il campanile e la sagrestia; in epoca postconciliare la parrocchiale venne adeguata alle nuove norme mediante l'aggiunta dell'altare rivolto verso l'assemblea.
Il 14 aprile 1989, secondo quanto stabilito dal Direttorio diocesano per le zone pastorali, la chiesa entrò a far parte della neo-costituita zona pastorale della Bassa Val Sabbia; nel 2013 il luogo di culto venne restaurato.

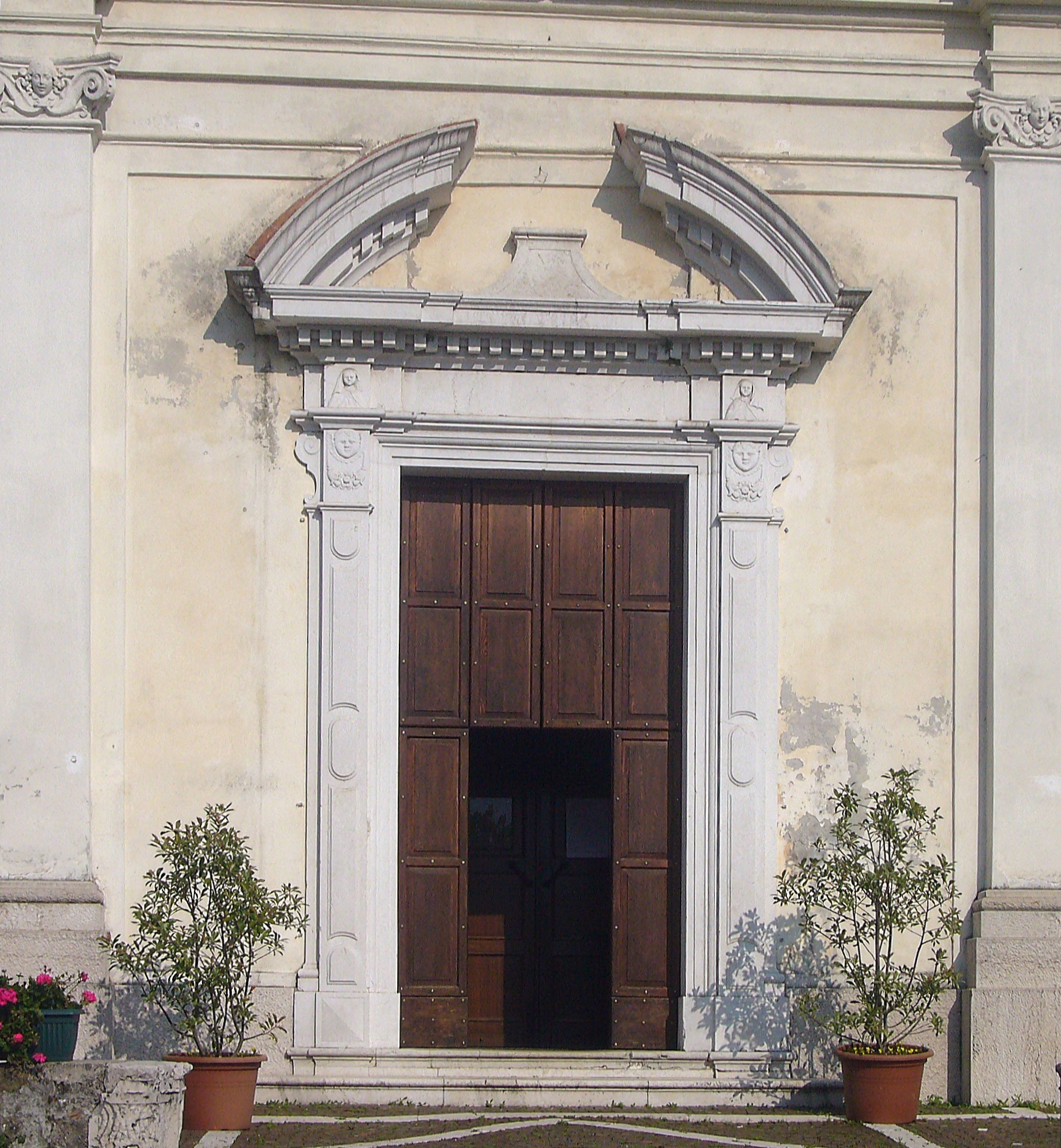
Il portale d'ingresso

## Descrizione

### Esterno
La simmetrica facciata a salienti della chiesa, rivolta a nordovest, è suddivisa da una cornice marcapiano in due registri, entrambi scanditi da lesene: quello inferiore, più largo, presenta al centro il portale d'ingresso, sormontato dal timpanetto semicircolare spezzato, mentre quello superiore è caratterizzato da una finestra e coronato dal frontone triangolare.
Annesso alla parrocchiale è il campanile a base quadrata, la cui cella presenta su ogni lato una monofora ed è coperta dal tetto a quattro falde.

### Interno

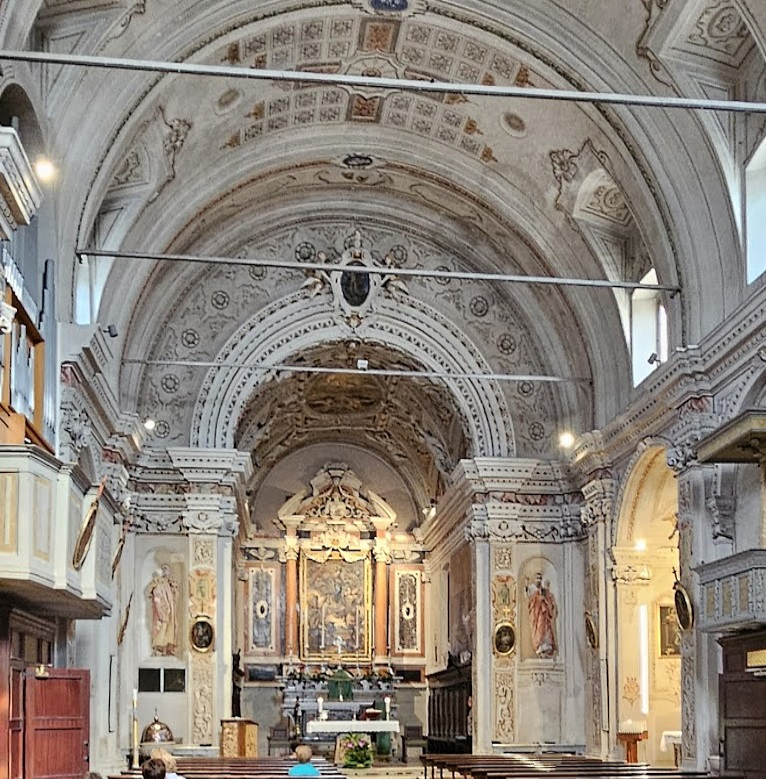
L'interno

L'interno dell'edificio si compone di un'unica navata, sulla quale si affacciano le cappelle laterali introdotte da archi a tutto sesto e le cui pareti sono scandite da lesene sorreggenti la trabeazione modanata e aggettante sopra la quale si imposta la volta a botte; al termine dell'aula si sviluppa il presbiterio, rialzato di alcuni gradini e chiuso dalla parete di fondo piana.
Qui sono conservate diverse opere di pregio, tra le quali gli affreschi che rappresentano il Sacrificio di Abramo e la Cena di Emmaus, eseguiti da Vittorio Trainini nel 1942, la statua lignea della Madonna col Bambino, intagliata da Zamaria Rosi nel 1641, le due tele raffiguranti la Deposizione dalla Croce, attribuita generalmente ad Antonio Balestra e San Zeno, un Crocifisso, risalente al XVII secolo, e l'affresco di San Zeno che obbliga il demonio a portare un recipiente, dipinto da Angelo Paglia nel 1738.